# Exocentrus championi
Exocentrus championi là một loài bọ cánh cứng trong họ Cerambycidae.